# Abramites eques
Abramites eques je врста тропске јужноамеричке слатководне рибе из реда Characiformes, позната у Колумбији под локалним вернакуларним називима бонито и тотумито, а изворнo је названа Leporinus eques Steindachner, 1878. Оба рода припадају породици Anostomidae. Ове рибе воле да пливају окренуте главом према дну због чега су их назвали headstanders.
Бонито је ендем, нарасте до 15 центиметара дужине а постојбина јој је базен реке Магдалене. Држи се и по акваријумима, а по акваристима очекивани животни век јој је 5-8 година, а хране је храном биљног порекла (спанаћ, грашак и друго).